# Clavellomimus intermedia
Clavellomimus intermedia is een eenoogkreeftjessoort uit de familie van de Lernaeopodidae. De wetenschappelijke naam van de soort is voor het eerst geldig gepubliceerd in 1906 door A. Quidor. De soort werd ontdekt tijdens de Franse Antarctische Expeditie (1903-1905), onder leiding van Jean-Baptiste Charcot. Het is een parasitaire soort die werd aangetroffen "in de mondholte van een Nothostenia".